# 福岡高速3号空港線
福岡高速3号空港線（ふくおかこうそく3ごうくうこうせん、Route 3 Airport Line）は、福岡市博多区の豊JCTから空港通出入口へ至る福岡高速道路の路線である。2021年度より福岡空港方面に延伸する事業が行われている。

## 概要
路線としての既存の「福岡高速3号線」の概要は以下の通りである。
- 区間: 福岡市博多区東光二丁目 - 福岡市博多区豊二丁目
- 延長: 0.6 km
- 事業費: 65億円
- 幅員: 8.50 m×2層
- 工期: 1973年 - 2007年[要出典]

全長が0.6 kmと区間が短いこともあり、環状線の案内標識に（豊ジャンクションではなく）空港通出入口の表示がされており、実質はこの路線全体が空港通出入口のランプのような扱いである（事実、西隣の博多駅東出入口のランプ延長より短い）。
このような形状にもかかわらず独立した一路線とされているのは、この路線は当初は比恵（現在の博多駅東出入口）にて、御笠川沿いに南下する福岡高速2号線（環状線の一部）と分岐する計画だったが、建設費等の事情によって見直しが行われ、豊JCTまでを2号線として建設し、そこから3号線（3号空港線）を分岐する現在の形になったためである。工期が34年にもわたっているのも同様の理由である。

## 路線番号
福岡都市高速道路の路線番号は3である。愛称名は、「空港線」である。

## 接続高速道路
- 福岡高速環状線（豊JCTで接続）

## 出入口など
- 全区間福岡市博多区に所在。
- 路線名の特記がないものは市道。
- 未供用の出入口は仮称。

| 出入口番号                   | 施設名         | 接続路線名                                       | 起点から (km) |
| ---------------------------- | -------------- | ------------------------------------------------ | ------------- |
| -                            | 豊JCT          | 環状線 香椎・天神方面 フルジャンクション化事業中 | 0.0           |
| 301                          | 空港通出入口   |                                                  | 0.6           |
|                              | 空港北口出入口 |                                                  | 1.4           |
| 福岡空港連絡道路（候補路線） |                |                                                  |               |

## 歴史
- 1989年（平成元年）3月4日 : 福岡高速道路の6次供用区間の一部として豊JCT - 空港通出入口供用開始[2][3]。
- 2012年（平成24年）7月21日 : 環状線全線開通に伴い、全線に「空港線」（空港線3）の通称名が付与される。
- 2021年度（令和3年度） : 空港北出入口（仮称）までの延伸と豊JCTのフルジャンクション化が事業化される[4]

## 交通量
24時間交通量（台） 道路交通センサス
| 区間                 | 平成17（2005）年度 | 平成22（2010）年度 | 平成27（2015）年度 |
| -------------------- | ------------------ | ------------------ | ------------------ |
| 豊JCT - 空港通出入口 | 6,506              | 5,115              | 5,164              |

（出典：「平成22年度道路交通センサス」・「平成27年度全国道路・街路交通情勢調査」（国土交通省ホームページ）より一部データを抜粋して作成）
- 令和2年度に実施予定だった交通量調査は、新型コロナウイルスの影響で延期された[5]。

## 延伸計画
空港通ランプから先、福岡空港国内線ターミナル付近までの延伸が計画されている。空港への延伸部分は地域高規格道路の候補路線「福岡空港連絡道路」に位置づけられている。2015年3月に福岡市が事業推進方針を発表した。
2015年9月には、福岡市議会常任委員会の席上で、延伸ルートおよび構造について
1. 空港通り上空を高架道路で構築する案
2. 空港通り付近の地下をトンネルで直結する案
3. 空港通りの北方を迂回して高架道路を新設する案（1案よりも制限表面の制約が緩和される）

の3案について検討していることが報告され、この3案に基づいて9月25日から10月16日まで市民アンケートが行われていた。また、これらの検討のために「福岡空港関連自動車専用道路計画策定プロセス第三者委員会」が設置されている。
2015年10月から2020年6月にかけて環境影響評価の手続きが行われた。
2021年5月に整備計画変更許可、同年6月に都市計画事業認可を経て、同年7月に都市計画事業認可告示とともに事業着手した。

### 計画の概要
- 延長：約1.8 km（うち連結路約0.4  km）
- 道路の区分：第2種第2級[13]
- 車線数：4車線
- 設計速度：60 km/h
- 幅員：車線幅員3.25 m、左側路肩幅員1.25 m
- 概算建設費：約470億円[14]
- 特徴：国道3号と県道別府比恵線との「空港口交差点」を地下トンネルで通過すること、太宰府方面と空港方面とを連絡する新たなランプを新設すること、の2点が特徴である。